# Matevž Hace
Matevž Hace, slovenski pisatelj, partizan, gasilec in družbenopolitični delavec, * 4. julij 1910, Podcerkev, † 1. marec 1979, Podcerkev.

## Mladost
Matevž Hace (vulgo Mežnarjev)  je bil rojen 4. julija 1910 v Podcerkvi umrl pa je 1. 3. 1979 kot revolucionar, legendarni partizanski komisar in ljudski pisatelj z obširnim opusom. 
Bil je cerkovnikov sin, njegova mati mu je privzgojila ljubezen do branja knjig. Njegov brat je bil znani tolovaj Tone Hace. Kot otrok je šel služit za pastirja na Laze. Kasneje se je preživljal kot gozdarski in žagarski delavec v domačih krajih in v Franciji.  Bil je član Prostovoljnega gasilskega društva Stari trg. Skrbel je za delavsko knjižnico pri Delavskem prosvetnem društvu Svoboda  Loški dolini. Od leta 1930 je simpatizital s komunističnim gibanjem in že pred drugo vojno postal njegov član.
Marca leta 1937 je odšel v Francijo na delo kot gozdarski in žagarski delavec.

## Druga svetovna vojna
Leta 1941 se je pridružil partizanom. Deloval je kot:
- komisar NOO v Loškem Potoku,
- pomočnik komisarja  Notranjskega odreda, od september 1942
- komisar prvega (Lukovega) bataljona Šercerjeve brigade, od 26.12.1942
- komisar Notranjskega odreda, od 14.1.1943
- pomočnik komisarja Tomšičeve brigade, od aprila 1943
- komisar Tomšičeve brigade
- pomočnik komisarja 14.divizije, od 23.9.1943
- komisar 14.divizije
- komisar 4. operativne cone do njene razpustitve, z katero je maja leta 1945 zasedel Koroško in Štajersko do Gosposvetskega polja.

## Po drugi vojni
Po vojni je bil med drugim  inšpektor pri Komunistični partiji Slovenije,predsednik sindikata, pomočnik ministra za gozdove, poslanec zvezne skuščine za Logaški okraj pomočnik direktorja Kmečke založbe in prvi predsednik  Gasilske zveze Slovenije do upokojitve. Proti koncu življenja je bival in kmetoval v Podcerkvi. Pokopan je, tako kot Marička Žnidaršič, Lojze Perko in Franci Strle pri sv. Martinu v Podcerkvi. Leta 2019 je bil imenovan za častnega občana občine Loška dolina.
Priznanje Matevža Haceta, je najvišje odlikovanje, ki ga podeljuje Gasilska zveza Slovenije

## Pisateljski opus
Svoja bogata doživetja iz narodoosvobodilne vojne je Matevž Hace, nekdanji komisar IV. divizije, opisal v zajetnem delu Iz komisarjevih zapiskov in tudi v nekaterih drugih ( Partizanske slike, Gozdne steze). Sicer pa njegovo delo poleg NOB opisuje še družbene razmere pred vojno, izseljevanje, brezposelnost, etnološke vsebine in spominsko snov. V Vaški kroniki, Tihotapcih, Kmetih na prepihu in nekaterih drugih opisuje domače razmere, šege in navade; za knjigo Prijatelji in znanci, ki je nadaljevanje Kronike Streharjeve družine pa je 1975 dobil Kajuhovo nagrado. Največja odlika njegovega pisanja je resnicoljubna ljudska modrost. Skupaj je zapustil 21 knjižnih del. 
Na njegovi rojstni hiši je spominski relief ak. kiparja Petra Malija s Hacetovo podobo.

### Knjige
1. Partizanske slike; [ilustriral Vladimir Lakovič]. — Ljubljana: Glavni odbor Zveze borcev NOV Slovenije, 1951. — III, 268 str.; 21 cm 1 3500 izv.
2. Gozdne steze; [opremil Milan Arnež]. — Koper: Primorska založba, 1954. — I, 107 str.; 20 cm, 1500 izv.
3. Komisarjevi zapiski; Prva knjiga; [risbe v prilogah izdelal France Mihelič]. — Ljubljana: Mladinska knjiga, 1957. — 160 str.: [16] ilustr.: 20 cm  2000 izv.
4. Komisarjevi zapiski: Druga knjiga; [opremil Savo Sovre; fotografije Jože Petek]. — Ljubljana: Mladinska knjiga, 1959. — 276 str.: [18] fotografij: 20 cm
5. Naši obrazi: Partizanske povesti; [opremil Marjan Sežun]. — Ljubljana: Državna založba Slovenije, 1961. — II, 171 str.; 18 cm  2500 izv.
6. Ljudje na prelomnici; [opremil Anton Lazar]. — Ljubljana: Zavod Borec, 1963. — III, 339 str.; 20 cm  3000 izv.
7. Tihotapci; [opremil Uroš Vagaja]. — Ljubljana: Državna založba Slovenije, 1964. — II, 206 str.; 19 cm. — (Kiosk, 40)  4000 izv.
8. Iz komisarjevih zapiskov: Skrajšana izdaja; [izbral in uredil Ivan Potrč; opremil Ive Seljak-Čopič). — Ljubljana: Mladinska knjiga, 1965. — II, 162 str.; 20 cm. — (Moja knjižnica; Letnik 1; Razred VIII. 1) 8 12000 izv.
9. Ljubezen in orožje; [izbor in beseda o piscu Marijan Kramberger; opremil Janez Vidic]. — Maribor: Založba Obzorja, 1965. — III, 224 str.; 18 cm
10. Korenine se trgajo; [opremil Uroš Vagaja]. — Maribor: Založba Obzorja, 1967. — II, 242 str.; 18 cm
11. Povodenj; [ilustrirala Nada Lukežič]. — Ljubljana: Mladinska knjiga, 1968. — [20] str.; 19 cm. — (Čebelica; 117)  23000 izv.
12. Zadnji obisk; [opremila Radmila in Jože Ciuha]. — Ljubljana: Borec, 1968. — II, 205 str.; 18 cm 12 2500 izv.
13. Kronika stare Streharjeve družine; [opremila Metka Krašovec]. — Ljubljana: Cankarjev a založba, 1971. — I, 222 str.; 18 cm  1500 izv.
14. Vaška kronika; [opremila Nadja Furlan]. — Ljubljana: Državna založba Slovenije, 1971. — I, 190 str.; 19 cm  800 izv.
15. Komandirjeva povest; [opremila Judita Skalar]. — Ljubljana, Borec, 1972. — III, 279, str.; 18 cm 1500 izv.
16. Kronika stare Streharjeve družine: Drugi del; [opremila Metka Krašovec]. — Ljubljana: Cankarjeva založba, 1973. - I, 257 str.; 18 cm  800 izv.
17. Zadnja rakolovka in druge zgodbe; [opremil Rudi Španzel; fotografija Miro Zdovc]. — Maribor: Založba Obzorja, 1974. — III, 144 str.; 18 cm  600 izv.
18. Prijatelji in znanci; [opremila Nadja Furlan]. — Ljubljana: Založba Borec, 1975. — 260 str.; 21 cm  3000 izv.
19. Tretji zvezek komisarjevih zapiskov; [opremila Cveta Stepančič]. — Ljubljana: Založba Borec, 1976. — 205 str.; 21 cm
20. Kmetje na prepihu; [opremila Nadja Furlan]. — Ljubljana: Državna založba Slovenije, 1977. — 271 str.; 19 cm
21. Nepozabno leto 1942; [opremila Nadja Furlan]. — Ljubljana: Založba Borec, 1979 [prav: 1980]. — 237 str.: 21 cm  2000 izv.